# Bienville (Oise)
Bienville é uma comuna francesa na região administrativa de Altos da França, no departamento de Oise. Estende-se por uma área de 3.51 km². Em 2010 a comuna tinha 458 habitantes (densidade: 130,5 hab./km²).